# Операция «Ко-го»
Операция «Ко-го» (яп. コ号作戦) или Пекин-Ханькоуская операция — первый этап стратегической военной операции «Ити-го» вооружённых сил Японии, проводившийся против китайских войск в апреле-мае 1944 года в ходе японо-китайской войны 1937—1945 гг. 

## Силы сторон
Первый этап операции «Ити-го» японским командованием намечалось провести в апреле—мае 1944 г. Для ее осуществления были выделены следующие силы: 12-я армия (37, 62, 110-я пехотные и 3-я танковая дивизии, 7-я смешанная, 9-я пехотная и 4-я кавалерийская бригады), 11-я армия (3, 13, 27, 34, 40, 58 и 116-я пехотные дивизии) и 5-я авиадивизия — всего 172 тысяч солдат и офицеров, 432 орудия, 148 легких и средних танков, 41 бронемашина и 230 самолетов (из них 70 самолетов — легкие бомбардировщики).
Китайские войска в 1-й и 5-й военных зонах имели к началу японского наступления 19 армий (57 дивизий) — всего 456 тысяч солдат и офицеров, 912 орудий, 32 легкие бронемашины и 70 самолетов. 

## Начало операции
Ночью 17 апреля японская 12-я армия силами 37-й дивизии и 7-й отдельной смешанной бригады переправилась через Хуанхэ, прорвала китайские позиции в районе Чжунму, частью сил к вечеру 19 апреля овладела Чжэнчжоу, а основными силами выдвинулась к Синьчжэну.
Главные силы армии на рассвете 19 апреля перешли в наступление из района к востоку и западу от Баванчэна, а 62-я, 37-я дивизии и 7-я смешанная бригада 30 апреля атаковали Сюйчан и 1 мая овладели им. 110-я дивизия 21 апреля заняла Цзаоян, а 24 апреля — Мисянь. 5 мая часть сил 12-й армии овладела Яньчэном. 1 мая 11-я армия нанесла встречный удар на север, и 9 мая наступавшие с севера и юга японские войска встретились, взяв под контроль сухопутные коммуникации между Пекином и Ханькоу.

## Взятие Лояна
Первоначально в штабе Северо-Китайского фронта предполагали, что Тан Эньбо расположит свои основные силы в районе Есяня к западу от Яньчэна, и с целью их уничтожения планировали после выдвижения в район Яньчэна совершить резкий поворот на северо-запад. Однако Тан Эньбо передислоцировал свои основные силы на север, и поэтому японская сторона приняла новое решение: после захвата Сюйчана быстро совершить поворот в направлении на Лоян, главными силами наступать на Цзясянь, а частью сил — на Дэнфэн, Юйсянь и Сянчэн, и уничтожить противостоящего противника по частям. Этот манёвр начался 1-2 мая.
Китайские войска с полуночи 5 мая постепенно начали откатываться на запад через район к востоку от Линьжу. Часть китайских войск 8 мая в районе Даяна попала в окружение, и понесла огромные потери.
9 мая штаб Северо-Китайского фронта принял решение уничтожить силы противника в районе Лояна. Главным силам 12-й армии было приказано совершить бросок в направлениях Лоян, Синьань, оттеснить противника к северо-западу и уничтожить его. Двум бригадам под руководством командира 69-й дивизии, входящей в состав дислоцированной в провинции Шаньси 1-й армии, было приказано переправиться через Хуанхэ в районе Юаньцюй, продвинуться в направлении Синьаня и перерезать пути отхода противника, а частью сил двигаться в направлении Цзянши на запад. Группе Нодзоэ, созданной на базе находившейся в Сышуе 63-й дивизии, было приказано наступать на Синьань через район к северу от Лояна.
12 мая группа Нодзоэ, взаимодействуя с частями 1-й армии, атаковала с востока и запада Синьань и 14 мая овладела им. 19 мая группе Нодзоэ были подчинены основные сила танковой дивизии и часть сил 110-й пехотной дивизии, входившие в состав 12-й армии, и она получила приказ овладеть Лояном. Группа начала атаки внешних позиций под городом, но успеха не имела. Тогда её подчинили 12-й армии, возложив на армию задачу овладеть Лояном.
В 13 часов 23 мая 12-я армия начала наступление. 24 мая китайскому гарнизону города было предложено капитулировать, но ответа не последовало. В 13 часов японцы начали атаки, и 25 мая Лоян был взят.